# Larry Hama

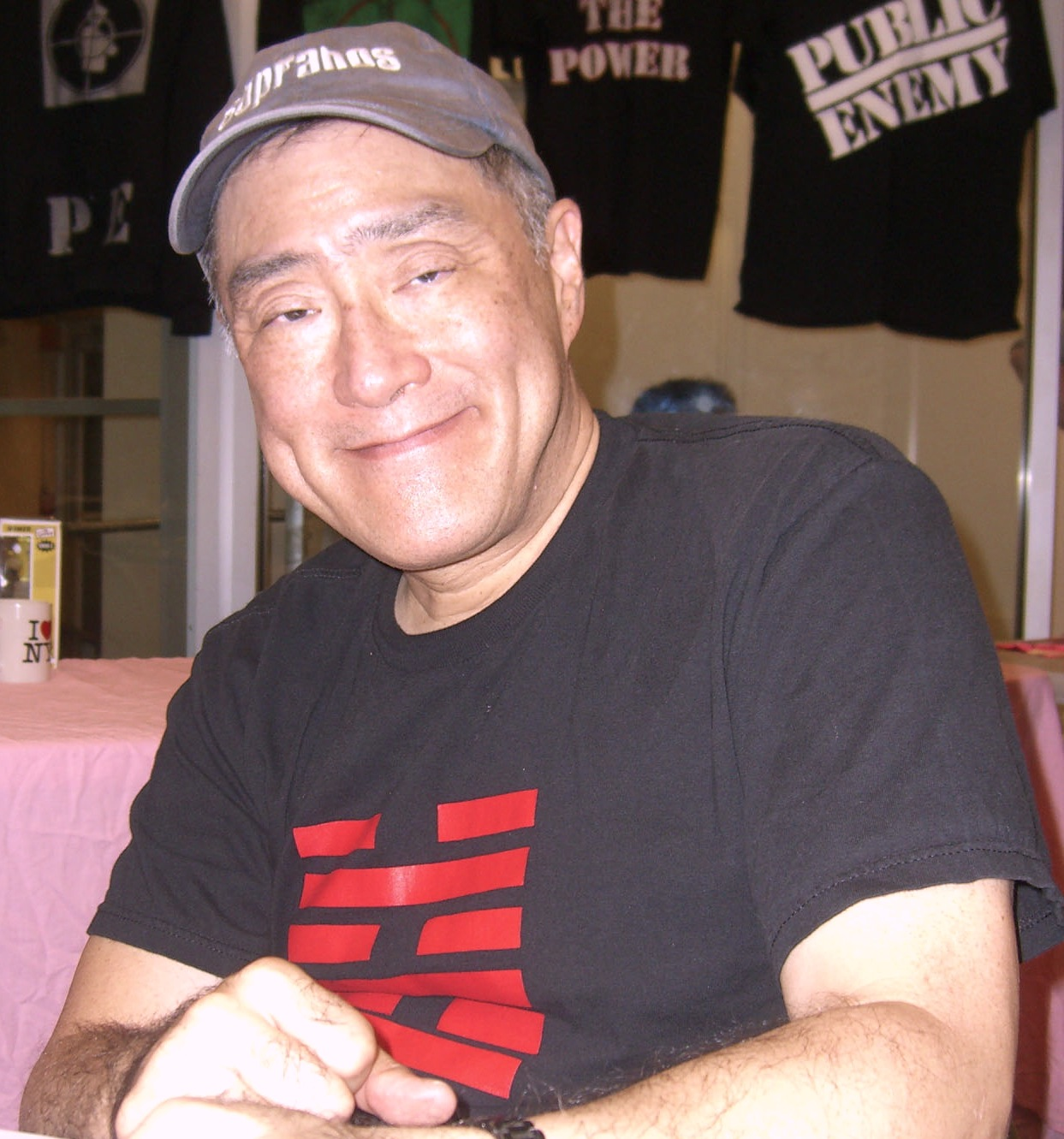
Larry Hama

Larry Hama (* 7. Juni 1949 in New York City) ist ein US-amerikanischer Comicautor und -zeichner.

## Leben und Arbeit
Hama wurde 1949 in Manhattan als Sohn eines weißen Amerikaners und einer japanischen Immigrantin geboren. Seine ersten Comicarbeiten veröffentlichte er schließlich 1965 während seines Studiums an der New York Academy of Fine Arts in dem Fantasymagazin Castle of Frankenstein. Nachdem er zwischen 1969 und 1971 am Vietnamkrieg als Ingenieur teilgenommen hatte, begann er, sich in den 1970er Jahren als professioneller Comicautor und -zeichner zu betätigen, nachdem seine Freunde Ralph Reese und Wally Wood ihm einen Job in Woods Zeichenatelier in Manhattan vermittelt hatten. Hamas erste professionelle Arbeiten erschienen kurz darauf bei den Verlagen EC und Marvel Comics. Parallel dazu übernahm er als Schauspieler kleinere Rollen in Fernsehproduktionen wie M*A*S*H oder Saturday Night Live, sowie in zwei Rollen in der Broadwayproduktion Pacific Overture von Stephen Sondheim.
Hama unterstützte zunächst Wood bei der Anfertigung der Comicstrips Sally Forth und Cannon und produzierte Illustrationen für Zeitschriften wie Esquire und Rolling Stone und das Underground-Magazin Drool (1972). Kurz darauf begann er für das Zeichenatelier Continuity Associates Studio von Neal Adams zu arbeiten, wo er sich vor allem als Inker betätigte, so etwa für die Story Slaves of the Mahars die in DCs Weird Worlds #2 erschien (1972). 1978 schuf Hama die Reihe Bucky O’Hare die später dermaßen populär wurde, dass sie als Zeichentrickserie und Videospiel adaptiert wurde.
Als Nachfolger von Gil Kane übernahm er die Zeichenpflichten für das Feature Iron Fist, das in der Marvel-Serie Marvel Premiere erschien. Für den Verlag Atlas/Seaboard schrieb und zeichnete der im Folgenden die ersten Ausgaben der Serie Wulf the Barbaraian. Nach einer vorübergehenden Tätigkeit für die Serie Big Apple Comics, begann Hama als Redakteur für DC-Comics zu arbeiten. Dort edierte er zunächst die Serien Wonder Woman, Mister Miracle, Super Friends, The Warlord und das Comic zu der Fernsehserie Welcome Back, Kotter, bevor er 1980 zu Marvel zurückkehrte.
Dort betreute er den Abenteuercomic Fury Force und die auf einem vom Spielzeugproduzenten Hasbro produzierte Spielzeugfigur G.I. Joe zurückgehende Comicserie G.I. Joe: A Real American Hero. Für G.I. Joe verfasste er dabei zwischen 1982 und 1994 insgesamt 155 Ausgaben, in die er – abgesehen von den „üblichen“ Kriegsthemen – vor allem Ideen der fernöstlichen Philosophie und Kampfkunst sowie autobiographische Erfahrungen integrierte. Lob von Seiten der Kritiker erfuhr Hama dabei vor allem für seine positive Darstellung von ethnischen Minderheiten, sowie für seine starken, ihren männlichen Gegenstücken in jeder Hinsicht gleichwertigen, weiblichen Charakteren. Als Anerkennung für seine Arbeit bildete Hasbro eine G.I.-Joe-Figur – den Sprengstoffspezialisten „Tunnel Rat“ – in einer späteren Staffel von Figuren Hama nach.
Von 1986 bis 1993 editierte Hama die von Marvel publizierte Serie The ’Nam, eine düstere Annäherung an den Vietnamkrieg unter Einbeziehung seiner eigenen Erfahrungen. Von 1989 bis 1990 schrieb Hama sechzehn Ausgaben der Serie Nth Man: The Ultimate Ninja, die die Erlebnisse des fiktiven Helden John John Doe, einem amerikanischen Kommandotroopers mit Kenntnissen der fernöstlichen Kampftechniken, im „Dritten Weltkrieg“ schildert. Es folgten Jobs als Editor für das neugestartete Schwarzweißmagazin Savage Tales und Autorenjobs für Marvel-Serien wie Wolverine, Before the Fantastic Four: Ben Grimm and Logan und Generation X. Für den Spielzeughersteller Hasbro schrieb Hama in den frühen 1990er Jahren die Zubehörkarten für Actionfiguren der Produktreihe C.O.P.S. ‚n’ Crooks.
Für DC-Comics verfasste Hama 1999 und 2000 einige Geschichten für die Serie Batman. 2006 arbeitete er bei Osprey Publishing an der Reihe Osprey Graphic History, einer Reihe von Graphischen Romanen die historische Schlachten nacherzählt. 2007 übernahm Hama gemeinsam mit Zeichner Mark A. Robinson die Spin-off-Serie Storm Shadow.